# Блюда из медуз

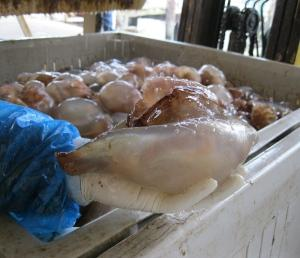
Сырые медузы в американском штате Джорджия. После обработки продукт отправляется в Японию, Китай и Таиланд

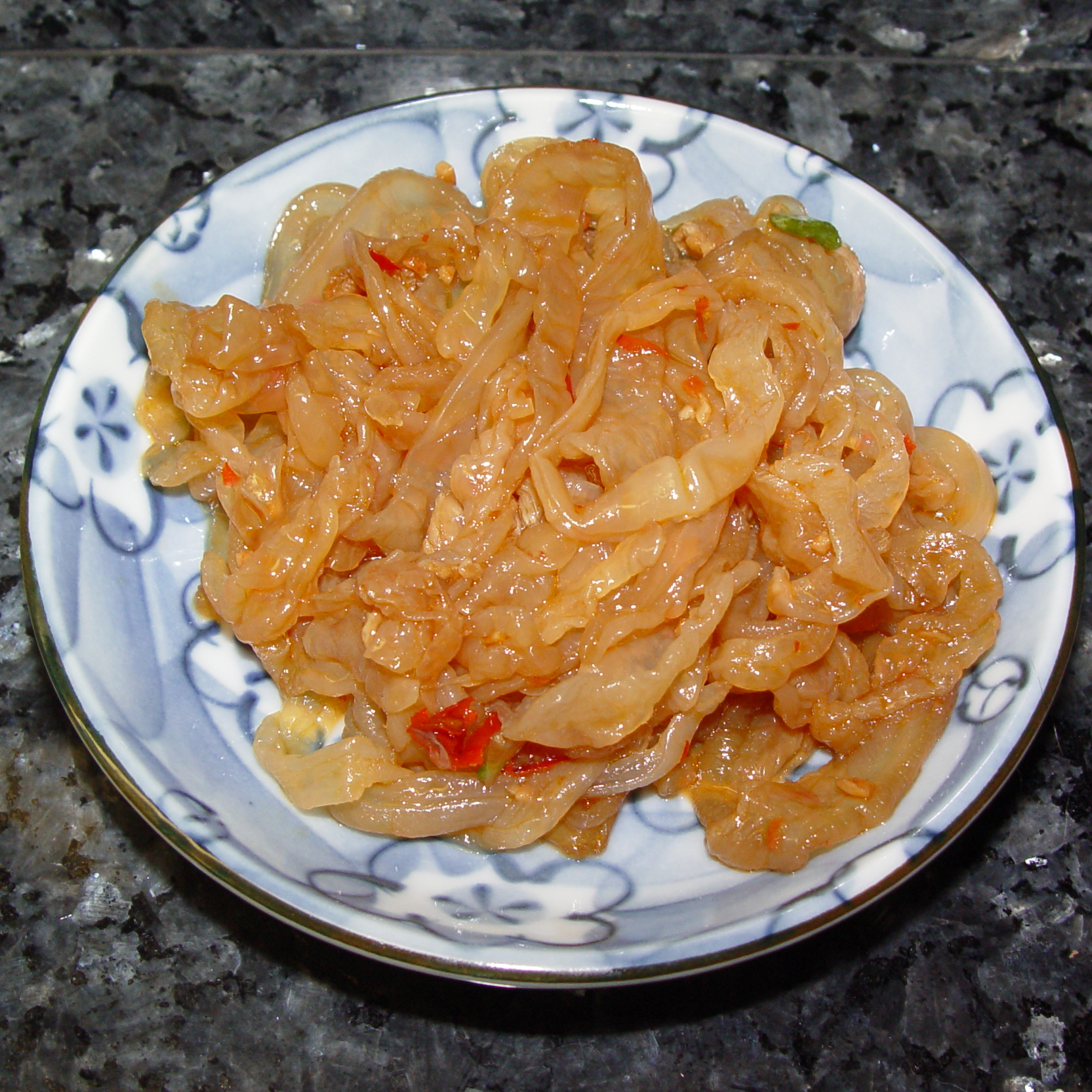
Съедобные медузы готовят с кунжутным маслом и соусом чили

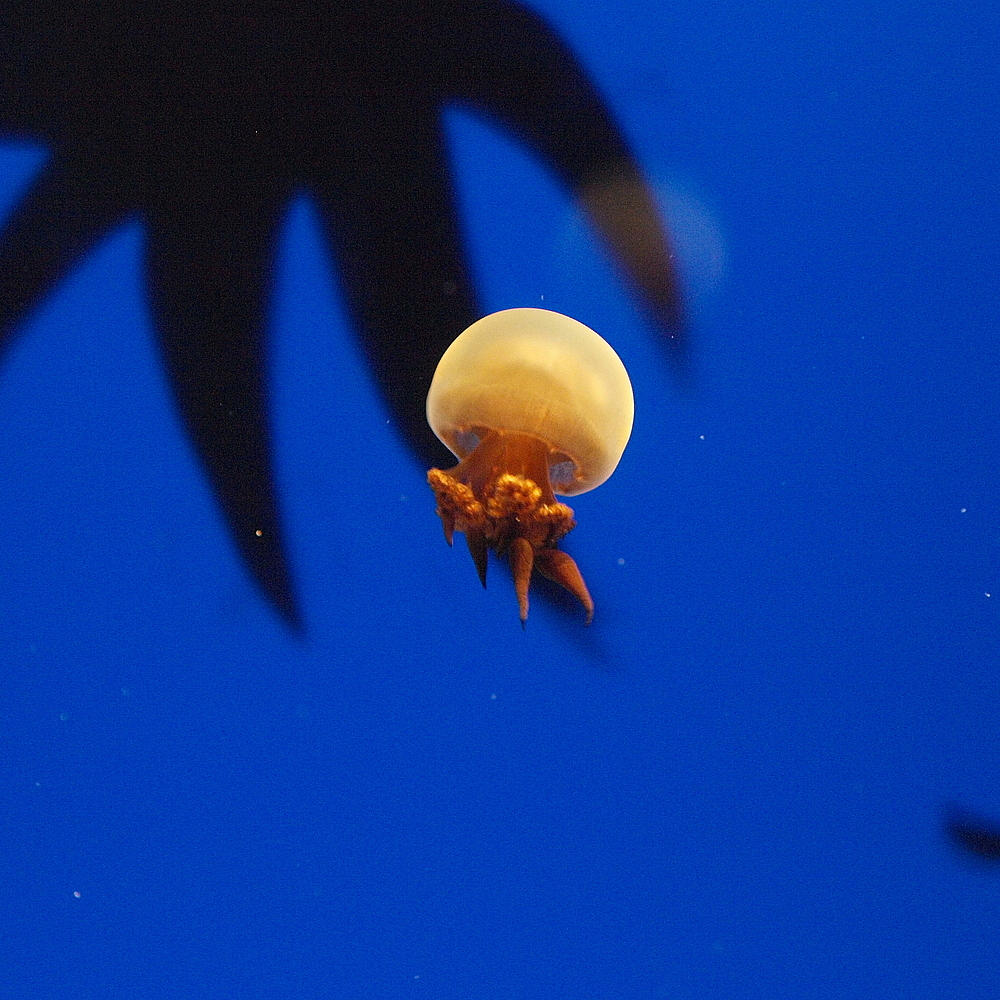
Rhopilema esculentum является одним из видов съедобных медуз

Некоторые виды медуз употребляются в пищу и используются в качестве ингредиента в различных блюдах. Съедобные медузы —  морепродукты, которые вылавливают и употребляют в пищу в нескольких азиатских и юго-восточных странах. В некоторых азиатских странах их считают деликатесом. Из медуз готовятся салаты, суши, лапши, основные блюда и даже мороженое. Существуют различные методы приготовления медуз.

## Съедобные медузы
В Китае медузы корнероты, которые обитают в прибрежных водах, на протяжении более 1700 лет использовались в пищу и для производства ингредиентов в китайской кухне. К таким съедобным медузам относятся Stomolophus meleagris и Catostylus mosaicus. Медуза Stomolophus meleagris содержит токсины, которые могут вызвать у людей проблемы с сердцем.
Съедобные медузы Rhopilema esculentum и Rhopilema hispidum являются самыми распространенными в Китае, Японии и Корее.
К съедобным медузам также относятся ушастая аурелия, C. orsini, Dactylometra pacifica, Hispidium spp., Lobonema smithi, Lobonemoides gracilis, Lobonema smithi, медуза Номуры (Nemopilema nomurai) и др.
Обессоленные, готовые к использованию медузы с низким содержанием калорий и отсутствием жира, содержат около 5 % белка и 95 % воды. Их также используют для добавления вкуса к различным блюдам.

## Производство
В 2001 году ежегодный мировой отлов съедобных медуз был оценен примерно в 321 000 тонн. К странам, занимающимися отловом съедобных медуз относятся Бирма, Китай, Индонезия, Корея, Малайзия, Филиппины и Таиланд. В Китае маленьких медуз выращивают в прудах, прежде чем отпустить в море на выращивание. В Юго-Восточной Азии съедобных медуз отлавливают сетями, сетками, совками и др. В 2001 году годовой вылов медуз в Юго-Восточной Азии составил около 169 000 тонн.
Чрезмерный вылов рыбы приводит к тому, что их количество уменьшается и вместо рыб в пищу идут медузы.

## Обработка
Традиционные методы обработки медуз путем их вяления и сушки занимает значительное время —  от 19 до 37 дней. Применяется также консервирование медуз. Некоторые сушёные съедобные медузы продаются в виде сушёных листов. Процесс сушки медуз включает в себя удаление щупалец, поскольку в пищу пригодны только их верхние купола.
Медузы быстро портятся при комнатной температуре, поэтому их обработка начинается сразу после вылова. Верхняя часть медуз отделяется от щупалец, половых желез и слизи. Медуз посыпают поваренной солью и квасцами, полученный рассол сливается и всё повторяется снова. После этого медуз сушат. Весь процесс занимает от трех до шести недель. В результате в продукте остаётся около 65 % влаги и 20 % соли. Квасцы снижают рН продукта, соль удаляет воду и предотвращает порчу продукта. В Малайзии и Таиланде для обработки медуз добавляется немного бикарбоната натрия, который способствует их обезвоживанию.

## Потребление
Медуз употребляют в пищу в ряде азиатских стран и стран Юго-Восточной Азии. В 2001 году Япония ежегодно импортировала от 5 400 до 10 000 тонн съедобных медуз из Индонезии, Малайзии, Мьянмы, Филиппин, Сингапура, Таиланда и Вьетнама. Сушеные и маринованные медузы считаются деликатесом в нескольких азиатских странах, таких, как Китай, Корея, Тайвань, Вьетнам и Япония. Для приготовления блюд из медуз их замачивают в воде на несколько часов, а затем ошпаривают в шпарильном чане, промывают и нарезают на ломтики.

### Блюда
Салат из медуз — популярное блюдо в некоторых районах Азии. Его готовят из маринованных медуз, которых нарезают тонкими ломтиками. Некоторые азиатские авиакомпании подают салат из медуз для питания пассажиров. Суши из медуз готовят в Японии. В Таиланде из медуз готовят лапшу. Мороженое готовится с использованием медуз Nemopilema nomurai, предварительно замоченных в молоке. В 2009 году студенты города Обама разработали порошок из этих медуз, который применяется для приготовления карамельных конфет.

Блюда из медуз
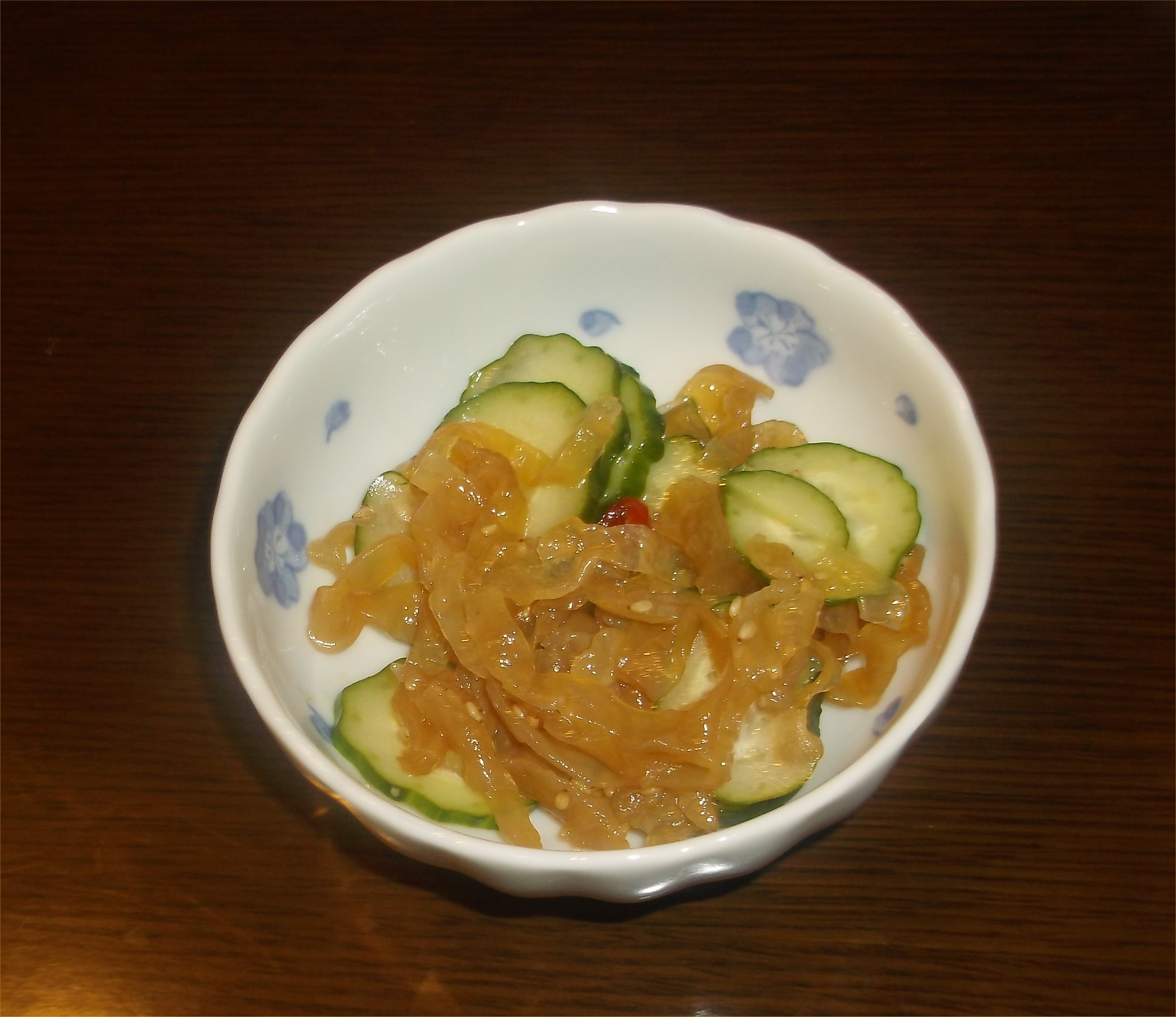
Японский салат
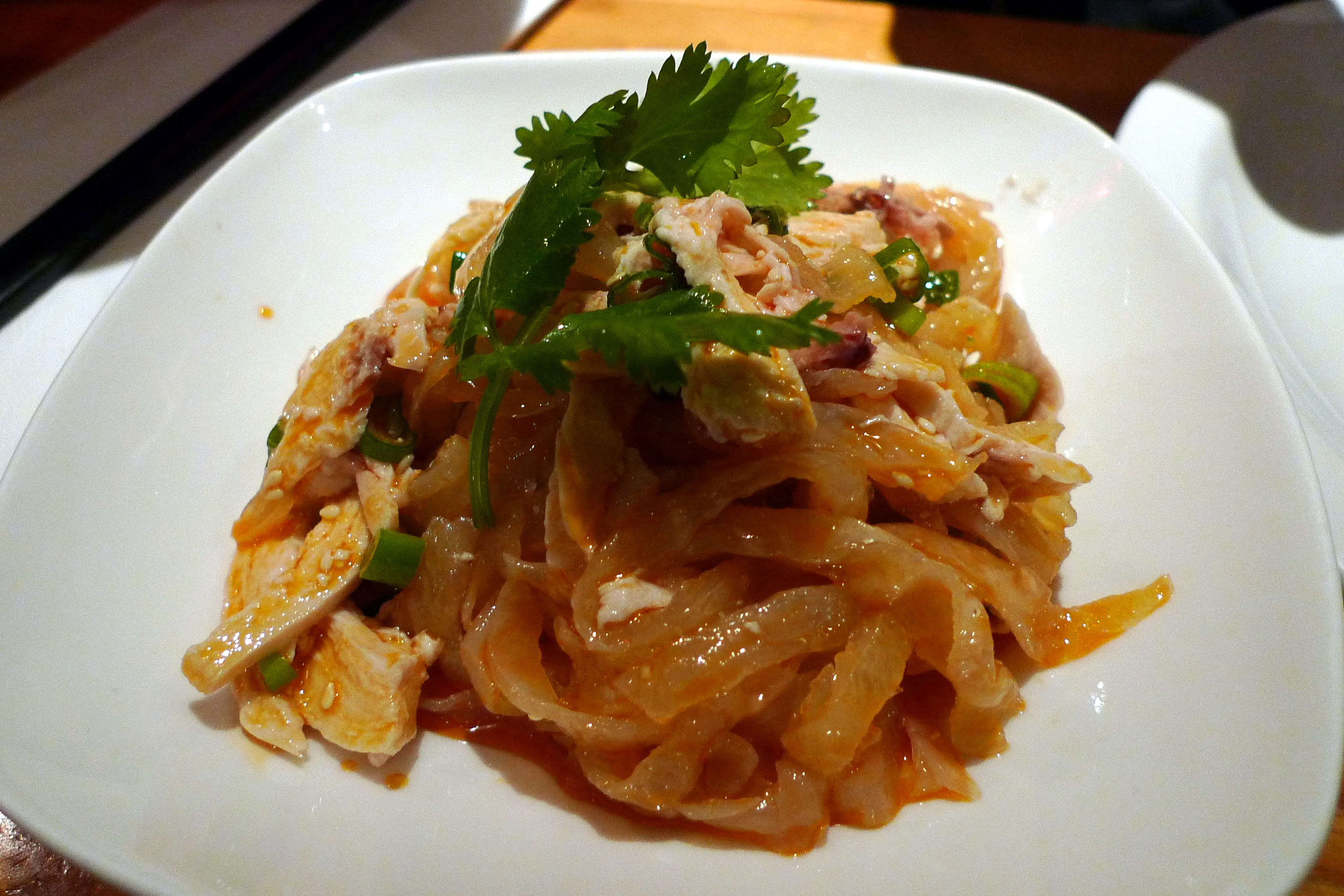
Медуза с курицей
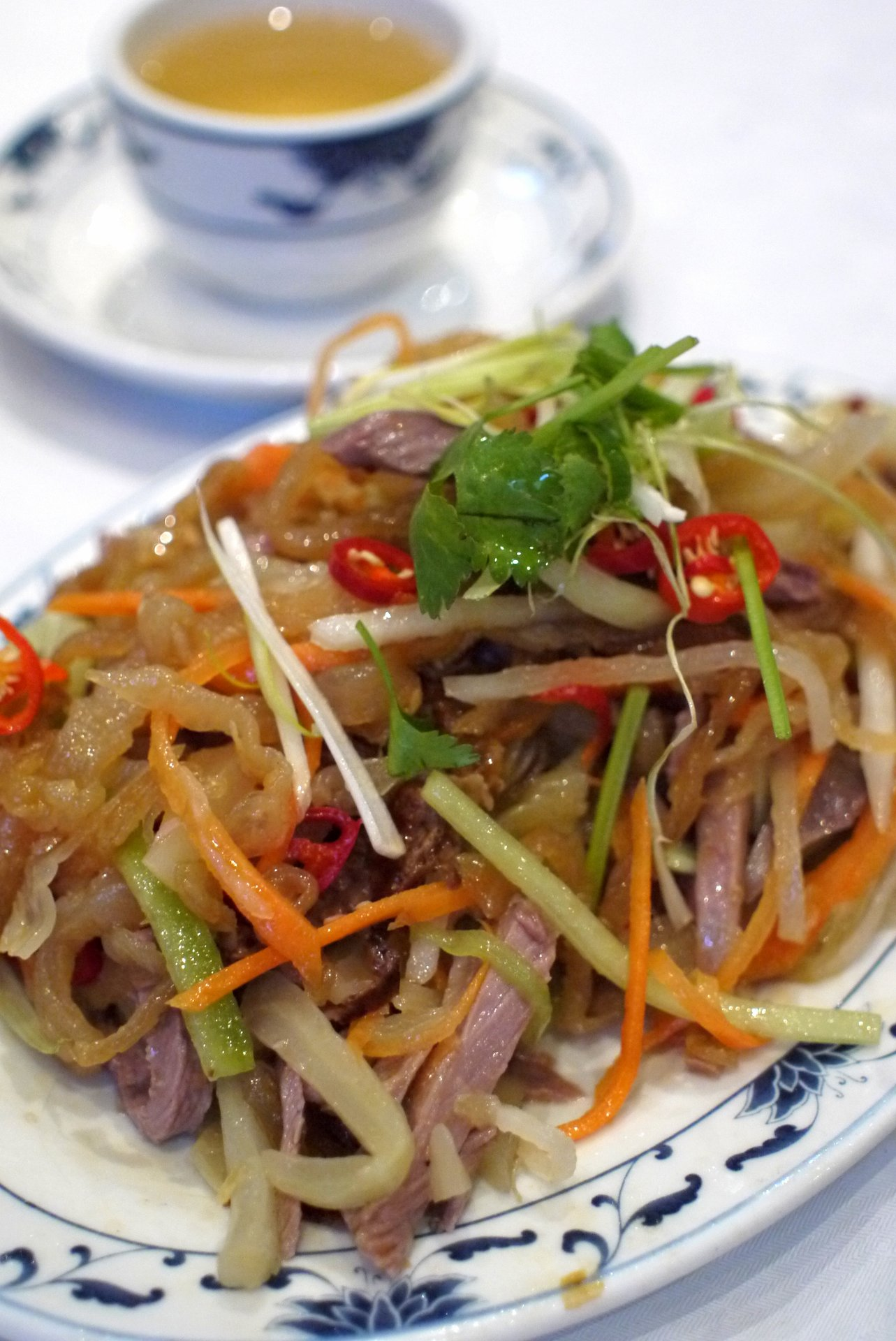
Салат из медузы с уткой
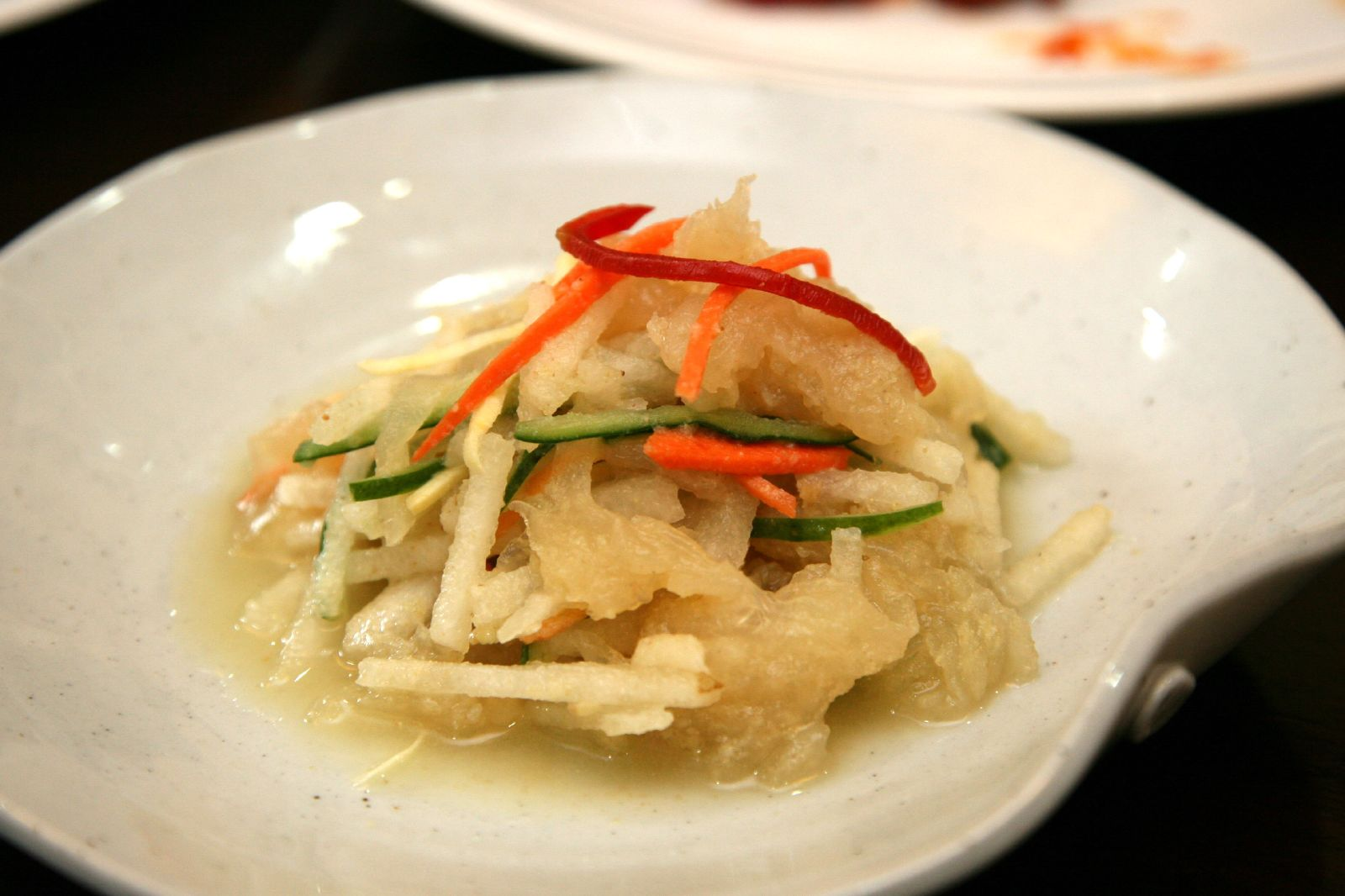
Холодный корейский салат
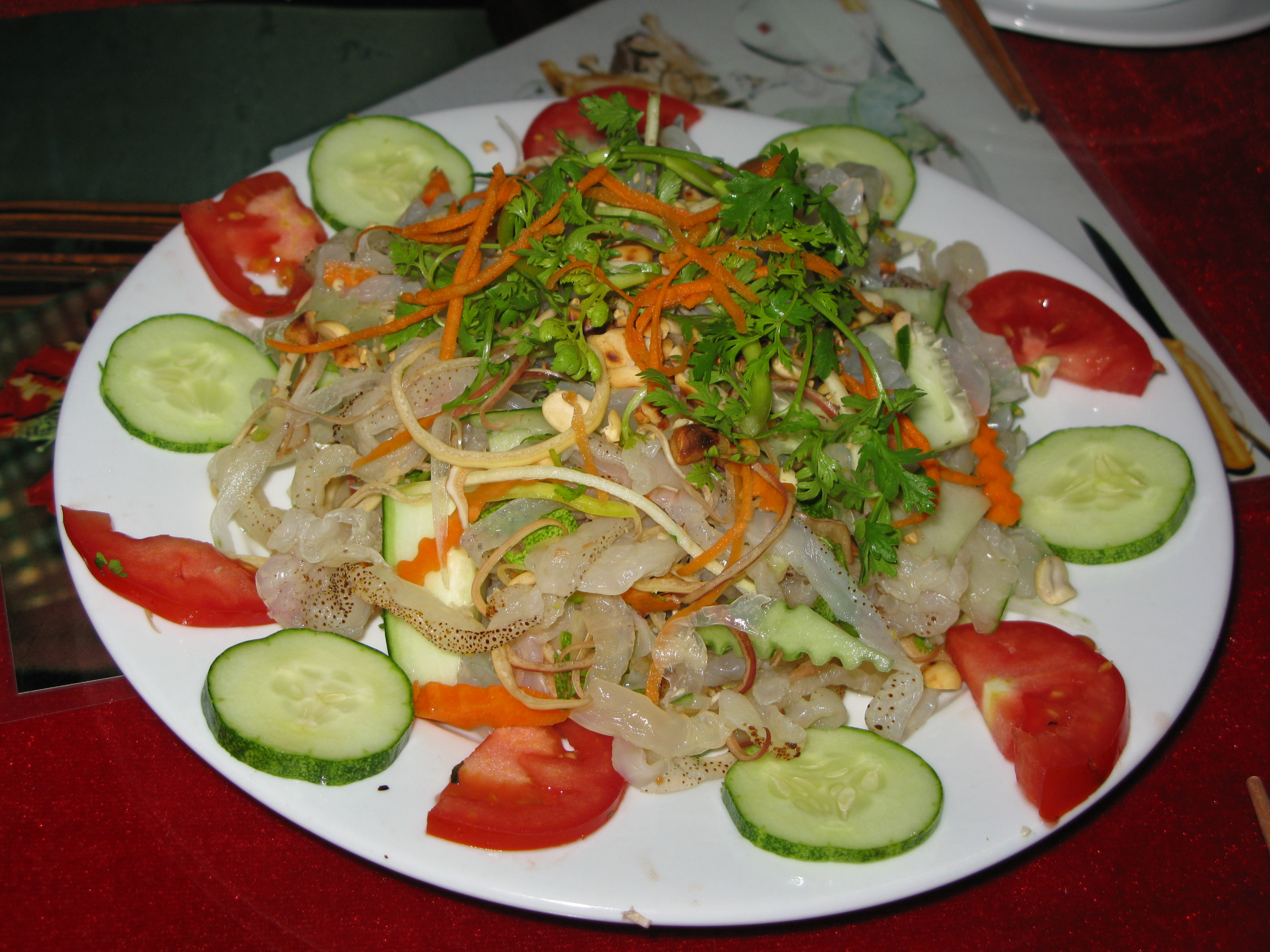
Вьетнамский салат